# The Game Channel
The Game Channel (abreviado como TGC e estilizado como tgc de janeiro de 2014 a fevereiro de 2015) foi um canal de televisão por cabo e satélite filipino de propriedade e produzido pela Solar Entertainment Corporation, também criadora das redes My Movie Channel, NBA Premium TV, Jack TV, Solar Sports e BTV. Esteve disponível no canal 89 da Destiny Cable e 225 da Cablelink. Sua programação era focada em game shows familiares e reality shows.Transmitiu programas norte-americanos como Jeopardy!, Wheel of Fortune, America's Got Talent, The Bachelorette e Top Chef.
Em 26 de fevereiro de 2015 o canal anunciou o encerramento de suas transmissões para o dia 28 de fevereiro de 2015.